# Susanna Fontanarossa
Susanna Fontanarossa (Val Bisagno o Val Trebbia, 1435 – 1489) fu, secondo alcuni antichi documenti, la madre di Cristoforo Colombo.
Non si hanno notizie certe sul luogo e la data di nascita, ma esistono interpretazioni e tradizioni che la vorrebbero originaria o di Fontanarossa di Gorreto in Val Trebbia, o di Quezzi, oggi quartiere di Genova, situato nella valletta del rio Fereggiano, affluente del Bisagno, dove le sono state intitolate una strada e una scuola elementare.
Probabilmente sposò Domenico Colombo, padre di Cristoforo, nel 1445 o 1463. Dal matrimonio nacquero Cristoforo, Giovanni, Bartolomeo, Giacomo (detto Diego) e una femmina, Bianchinella, che andò sposa a Giacomo Bavarello. Giovanni morì giovane, nel 1484, e poco dopo anche sua madre Susanna.

## Le tesi sulle origini

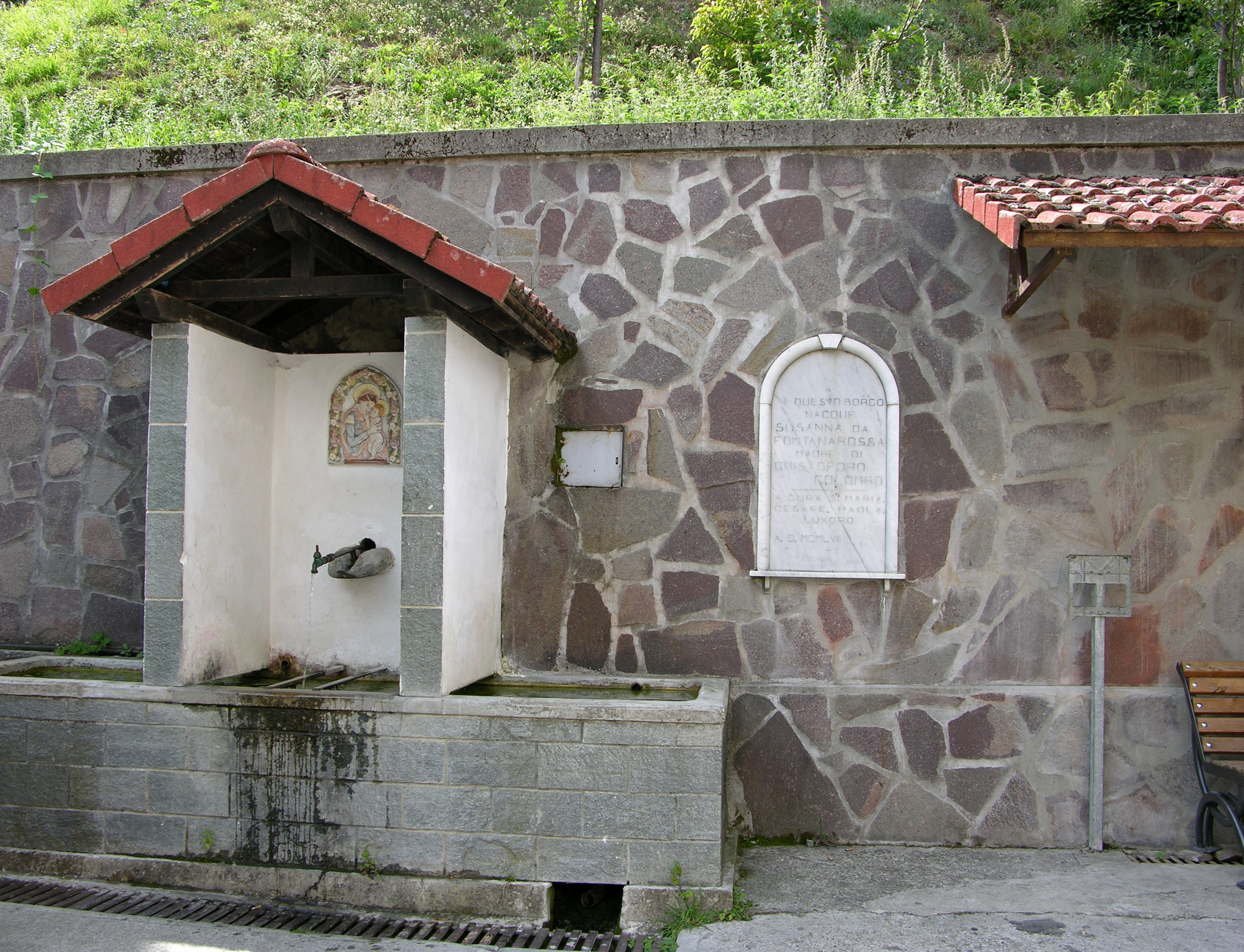
La lapide, in memoria di Susanna Fontanarossa, nella frazione di Fontanarossa, a Gorreto

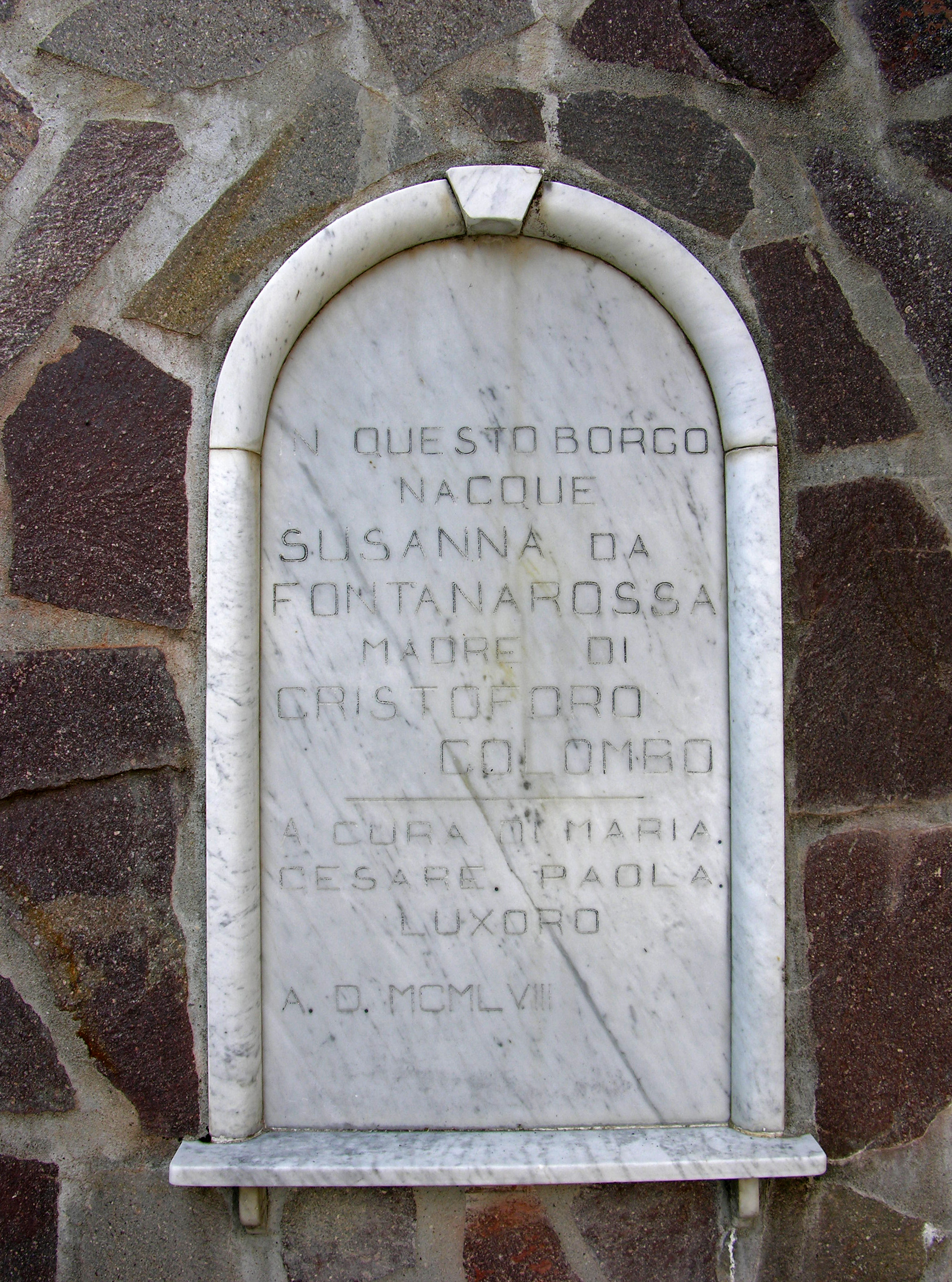
Particolare della lapide

Un atto di vendita, fatto tramite un notaio, conservato tuttora all'Archivio di Stato di Genova, riporta testualmente: «Sozana, (quondam) de Jacobi de Fontana Rubea, uxor Dominici de Columbo de Ianua ac Christophorus et Pelegrinus filii eorum».

Tradotto letteralmente, il testo significa: «Susanna del fu Giacomo da Fontanarossa, moglie di Domenico Colombo da Genova, e Cristoforo e Pellegrino, loro figli».
Secondo i sostenitori della tesi secondo cui Susanna fosse originaria di Fontanarossa, da questo atto si può trarre la conclusione che si parla di Susanna da Fontanarossa e non di Susanna Fontanarossa. Considerando che in Val Bisagno non esiste alcun paese con questo nome, occorre guardare al genovesato, dove il solo borgo così chiamato è Fontanarossa di Gorreto, in Val Trebbia. Peraltro, vi è una lapide nel centro del paese, che dice “In questo borgo nacque Susanna Fontanarossa, madre di Cristoforo Colombo.
Nell'antica Repubblica di Genova, inoltre, si indicavano, sotto il nome generico di Valbisagno, indistintamente tutti i territori sulla direttrice Genova-Piacenza, sui quali si estendeva il dominio di San Giorgio.
A sostegno di chi afferma che le origini di Susanna fossero di Quezzi, esistono vari documenti:
- Il Cartulario Possessionum, del 1463, indica che tale Antonio Fontanarossa fu tassato, per alcuni beni da lui posseduti, nella "Villa di Quezzi, Podesteria del Bisagno";
- Un atto del 3 marzo 1465, indica molti Fontanarossa tra gli abitanti di Quezzi e del Ginestrato;
- Nell'Archivio di Stato di Genova, sono conservati documenti relativi ad una causa fra Susanna ed il fratello Gualdino, che chiedeva il diritto di prelazione su alcuni beni, venduti da Susanna, su richiesta del marito: gli atti sono datati 24 settembre e 18 ottobre 1470, 25 e 30 maggio 1471, 14 aprile 1472.

Anche a Quezzi, inoltre, fino agli anni sessanta, esisteva una casa, ritenuta quella dei Fontanarossa, e decorata con l'affresco di una caravella e con un busto di Colombo.